# Randmod Sörensen
Randmod Sörensen, meist Randmond Sörensen oder seltener Randmod Sørensen (* 12. Februar 1910 in Dokka, Nordre Land, Norwegen; † 21. Januar 1985 in München, BR Deutschland) war ein norwegischer Skirennläufer, Skispringer und Fußballspieler.

## Werdegang

### Wintersport
Sörensen trainierte beim Kitzbüheler Ski Club, wo er bereits 1933 das Ehrenzeichen in Silber erhielt. Bei den Deutschen Skimeisterschaften 1935 gewann er in der Alpinen Kombination den Titel. Zu diesem Erfolg half ihm auch sein Sieg im Slalomrennen. Bei den Alpinen Skiweltmeisterschaften 1936 in Innsbruck erreichte Sörensen den 13. Platz in der Abfahrt, den 22. Platz im Slalom sowie den 13. Platz in der Kombination. In der Mannschaftswertung reichte es zu einem dritten Rang. Als Mitglied des norwegischen Nationalkaders zählte Sörensen mit zu den besten Skispringern seiner Zeit. Unter anderem gewann er 1937 das Neujahrsspringen in Garmisch-Partenkirchen und belegte den siebten Rang bei den Weltmeisterschaften 1937.

### Fußball
Sörensen spielte als Stürmer in der Saison 1934/35 bei den Stuttgarter Kickers in der Gauliga Württemberg. In der Saison 1939/40 spielte er beim TSV 1860 München.

## Ehren
Der Münchener Ruder- und Segelverein Bayern von 1910 führt jährlich im Sommer die Randmod-Sörensen-Regatta durch. Zudem wird ein Jachtrennen in Bayern als Randmond-Sörensen-Preis-Gedächtnis-Preis ausgetragen.